# Cleora octopunctata
Cleora octopunctata là một loài bướm đêm trong họ Geometridae.